# Pope Island (Western Australia)
Pope Island ist eine unbewohnte Insel im nördlichen Teil des King Sounds, einem australischen Küstengewässer des Indischen Ozeans. Sie gehört zur Region Kimberley im australischen Bundesstaat Western Australia.
Die Insel ist 550 Meter lang und hat eine Breite von 210 Meter. Sie ist ca. 6,2 Kilometer vom australischen Festland entfernt.
Die Insel ist die dritt-westlichste Insel einer fünf Kilometer langen Inselkette. Der Name der westlichen Nachbarinsel lautet Kessel Island, die östliche Nachbarinsel heißt Whipp Island.